# Psi3 Piscium
Psi3 Arae (ψ3 Arae, förkortat Psi3 Psc, ψ3 Psc)  är en ensam stjärna belägen i den norra delen av stjärnbilden Fiskarna. Den har en skenbar magnitud på 5,56 och är svagt synlig för blotta ögat där ljusföroreningar ej förekommer. Baserat på parallaxmätning inom Hipparcosuppdraget på ca 8,7 mas, beräknas den befinna sig på ett avstånd på ca 380 ljusår (ca 115 parsek) från solen. På det beräknade avståndet minskar stjärnans skenbara magnitud med 0,33 enheter genom en skymningsfaktor orsakad av interstellärt stoft.

## Egenskaper
Psi3 Piscium är en jättestjärna av spektralklass F9 IIIa. Den har en massa som är ca 2,8 gånger större än solens massa, en radie som är ca 11 gånger större än solens och utsänder från dess fotosfär ca 87 gånger mera energi än solen vid en effektiv temperatur av ca 6 300 K.
Psi3 Piscium är en källa till röntgenstrålning med en styrka på (0,82 ± 0,13) × 1030 erg/s i 0,3-10 kV-bandet.